# Sifan Hassan
Sifan Hassan (n. 1 ianuarie 1993, Adama, Statul Oromia, Etiopia) este o sportivă ce a reprezentat Țările de Jos, medaliată olimpică. A participat la trei ediții ale Jocurilor Olimpice (2016, 2020, 2024) în care a câștigat trei medalii de aur și trei medalii de bronz în probele de 1500 m, 5000 m, 10.000 m și maraton.

## Palmares
| An   | Competiție                              | Locație                    | Loc | Eveniment | Note     |
| ---- | --------------------------------------- | -------------------------- | --- | --------- | -------- |
| 2013 | Campionatul European de Cros de Tineret | Belgrad, Serbia            | 1   | 6,025 km  | 19:40    |
| 2013 | Campionatul European de Cros de Tineret | Belgrad, Serbia            | 3   | echipe    | 19:40    |
| 2014 | Campionatul Mondial în sală             | Sopot, Polonia             | 5   | 3000 m    | 9:03,22  |
| 2014 | Campionatul European pe Echipe          | Braunschweig, Germania     | 1   | 3000 m    | 8:45,24  |
| 2014 | Campionatul European                    | Zürich, Elveția            | 1   | 1500 m    | 4:04,18  |
| 2014 | Campionatul European                    | Zürich, Elveția            | 2   | 5000 m    | 15:31,79 |
| 2014 | Cupa Continentală                       | Marrakech, Maroc           | 1   | 1500 m    | 4:05,99  |
| 2015 | Campionatul European în sală            | Praga, Cehia               | 1   | 1500 m    | 4:09,04  |
| 2015 | Campionatul Mondial                     | Beijing, China             | 9   | 800 m     | 1:58,50  |
| 2015 | Campionatul Mondial                     | Beijing, China             | 3   | 1500 m    | 4:09,34  |
| 2015 | Campionatul European de Cros            | Hyères, Franța             | 1   | 8,087 km  | 25:47    |
| 2016 | Campionatul Mondial în sală             | Portland, Statele Unite    | 1   | 1500 m    | 4:04,96  |
| 2016 | Campionatul European                    | Amsterdam, Țările de Jos   | 2   | 1500 m    | 4:33,76  |
| 2016 | Jocurile Olimpice                       | Rio de Janeiro, Brazilia   | 28  | 800 m     | 2:00,27  |
| 2016 | Jocurile Olimpice                       | Rio de Janeiro, Brazilia   | 5   | 1500 m    | 4:11,23  |
| 2017 | Campionatul Mondial                     | Londra, Marea Britanie     | 5   | 1500 m    | 4:03,34  |
| 2017 | Campionatul Mondial                     | Londra, Marea Britanie     | 3   | 5000 m    | 14:42,73 |
| 2018 | Campionatul Mondial în sală             | Birmingham, Marea Britanie | 3   | 1500 m    | 4:07,26  |
| 2018 | Campionatul Mondial în sală             | Birmingham, Marea Britanie | 2   | 3000 m    | 8:45,68  |
| 2018 | Campionatul European                    | Berlin, Germania           | 1   | 5000 m    | 14:46,12 |
| 2018 | Cupa Continentală                       | Ostrava, Cehia             | 1   | 3000 m    | 8:27,50  |
| 2019 | Campionatul Mondial                     | Doha, Qatar                | 1   | 1500 m    | 3:51,95  |
| 2019 | Campionatul Mondial                     | Doha, Qatar                | 1   | 10 000 m  | 30:17,62 |
| 2021 | Jocurile Olimpice                       | Tokio, Japonia             | 3   | 1500 m    | 3:55,86  |
| 2021 | Jocurile Olimpice                       | Tokio, Japonia             | 1   | 5000 m    | 14:36,79 |
| 2021 | Jocurile Olimpice                       | Tokio, Japonia             | 1   | 10 000 m  | 29:55,32 |
| 2022 | Campionatul Mondial                     | Eugene, Statele Unite      | 6   | 5000 m    | 14:48,12 |
| 2022 | Campionatul Mondial                     | Eugene, Statele Unite      | 4   | 10 000 m  | 30:10.56 |
| 2023 | London Marathon                         | Londra, Marea Britanie     | 1   | maraton   | 2:18:33  |
| 2023 | Campionatul Mondial                     | Budapesta, Ungaria         | 3   | 1500 m    | 3:56,00  |
| 2023 | Campionatul Mondial                     | Budapesta, Ungaria         | 2   | 5000 m    | 14:54,11 |
| 2023 | Campionatul Mondial                     | Budapesta, Ungaria         | 11  | 10 000 m  | 31:53,35 |
| 2023 | Chicago Marathon                        | Chicago, Statele Unite     | 1   | maraton   | 2:13:44  |
| 2024 | Tokyo Marathon                          | Tokio, Japonia             | 4   | maraton   | 2:18:05  |
| 2024 | Jocurile Olimpice                       | Paris, Franța              | 3   | 5000 m    | 14:30,61 |
| 2024 | Jocurile Olimpice                       | Paris, Franța              | 3   | 10 000 m  | 30:44,12 |
| 2024 | Jocurile Olimpice                       | Paris, Franța              | 1   | maraton   | 2:22:55  |